# 第聂伯罗夫斯凯 (切尔尼希夫区)
51°21′9″N 30°40′48″E / 51.35250°N 30.68000°E
第聂伯羅夫斯凯（烏克蘭語：Дніпровське），是烏克蘭北部切爾尼希夫州切爾尼希夫區米哈伊洛-科秋宾斯凯市镇的村落。始建於700年，面積1.53平方公里，海拔高度104米，2001年人口427，人口密度每平方公里279.1人。